# Schlacht am Kephissos
Die Schlacht am Kephissos (auch Schlacht von Halmyros oder von Orchomenos genannt) war ein militärischer Zusammenstoß im mittelalterlichen Griechenland zwischen den Söldnern der Katalanischen Kompanie und dem Herzogtum Athen. Die Schlacht fand am 15. März 1311 zwischen Livadia und Orchomenos am Fluss Kephissos, oder in der Nähe des thessalischen Almyros (Bezirk Magnisia) statt.

## Vorgeschichte
1308 trat Walter von Brienne – als Vetter mütterlicherseits – die Nachfolge Guidos II. de la Roche als Herzog von Athen an. Dieses Herzogtum war 1204 im Verlauf des vierten Kreuzzuges von den Kreuzfahrern gegründet worden, nachdem diese Konstantinopel erobert hatten. Dieser Staat wurde seither von einer dünnen französischen Oberschicht regiert und musste sich von seiner Begründung an in wechselseitigen Kämpfen gegen angrenzende griechische Fürstentümer wehren. Seit 1261 besonders gegen den byzantinischen Kaiser, der Konstantinopel zurückerobern und so das byzantinische Reich wiederherstellen konnte.
Bereits 1303 erreichte die Katalanische Kompanie Konstantinopel, wo sie im Solde des Kaisers in Anatolien kämpfte. Doch der Mord an ihrem Kapitän Roger de Flor 1305 durch den Kaisersohn entfachte den Zorn der Söldner gegen die Griechen, worauf sie plündernd und brandschatzend durch Griechenland zogen. 1308 versuchte der französische Prinz Karl von Valois, die Kompanie für seine Zwecke einzuspannen, indem er mit ihr Konstantinopel erobern wollte. Doch entgegen den Vereinbarungen zog die Kompanie raubend durch Thessalien, worauf 1309 der Bevollmächtigte des Valois, Thibaud de Cepoy, fluchtartig nach Frankreich abreiste. Die Kompanie verlor damit ihren letzten Anführer, worauf sie sich in einer republikanischen Verfassung organisierte, mit einem Rat an der Spitze, in dem die Söldner über ihr zukünftiges Vorgehen entscheiden sollten.
Nun stellte Herzog Walter die Kompanie, mit der er sein Herzogtum gegen die umliegenden Fürsten erweitern wollte, in seine Dienste. Nachdem er mit ihrer Hilfe mehrere Städte in Thessalien erobert hatte und sich diese vertraglich sichern konnte, benötigte Walter die Kompanie nicht mehr und setzte die vereinbarten Soldzahlungen aus. Lediglich zweihundert ihrer besten Krieger wollte er in seinem Heer behalten, dem Rest befahl er, sein Land zu verlassen. Die Katalanen aber wussten nicht mehr, wohin sie sich hätten wenden sollen: Bei den Griechen waren sie verhasst und auch die französischen Fürsten betrachteten sie als Gefahr für die ohnehin schon fragile Stabilität ihrer Herrschaft. Sie entschieden sich, mehrere Burgen, die sie für Walter erobert hatten, besetzt zu halten, und forderten, von ihm als seine Lehnsmänner anerkannt zu werden. Walter aber schlug diesen Kompromiss aus und drohte der Kompanie mit Gewalt, wenn sie sich nicht seinem Willen beuge. Die Kompanie beschloss nun, sich mit dem Schwert ihr Recht zu erkämpfen, und im Winter 1310 rüsteten sich beide Seiten zum Kampf gegeneinander.
Walter versammelte alle seine Vasallen zu einem Heerbann und erhielt zudem Unterstützung aus dem Fürstentum Achaia und dem Königreich Neapel. Weiterhin schlossen sich ihm der Herzog des Archipels, der Markgraf von Boudonitza und die Herren von Mykonos und Negroponte an; ihnen allen war daran gelegen, den ständigen Unruhefaktor, den die Kompanie bildete, aus Griechenland zu vertreiben. Insgesamt versammelte Walter das größte französische Heer in Griechenland seit dem vierten Kreuzzug. Die Katalanen hatten ein zahlenmäßig unterlegenes Heer, das zudem durch unzuverlässige türkische und griechische Söldner verstärkt war, ihr harter Kern (Almogàvers) war allerdings eine kampferfahrene Truppe, und die meisten der zweihundert Krieger, die Walter anheuern wollte, entschieden sich für den gemeinsamen Kampf mit ihren Kameraden.

## Die Schlacht
Die Kompanie begann im Frühjahr 1311 mit ihrem Marsch von Phthiotis aus durch Lokris und überquerte am Kopaïs-See den Kephissos, an dessen rechtem Ufer sie sich aufstellte. Mit diesem an ihrer Flanke und dem See im Rücken wollten die Katalanen eine Umgehung durch den Gegner verhindern. Außerdem bot ihnen dort der sumpfige Boden, den sie zusätzlich mit Gräben durchzogen und mit dem Wasser des Flusses füllten, auf dieser Ebene einen Vorteil gegen die schwer gepanzerten Ritter des Herzogs. Der lagerte bei Zeitun und schrieb dort am 10. März sein Testament nieder.
Am 15. März rückte Walter mit seinen Rittern gegen die wartenden Katalanen vor. Diese mussten eine Schwächung ihres Aufgebotes hinnehmen, als die Türken sich abseits des Schlachtfeldes aufstellten, da sie argwöhnten, dass der Kampf nur ein Schein sei und tatsächlich zu ihrer Vernichtung durch die Katalanen und Franzosen führen sollte. Herzog Walter aber ließ seine Ritter gegen die Phalanx der Kompanie anrennen, bevor sie diese jedoch erreichten, brachen sie im sumpfigen Boden ein. Die Katalanen schossen darauf mehrere Pfeilsalven auf den bewegungsunfähig gewordenen Gegner. Als dessen Infanterie in die Schlacht eingriff, stürzten sich auch die Katalanen in den Nahkampf. Die abseits wartenden Türken entschieden sich nun doch für die Seite ihrer alten Kameraden und warfen sich ebenfalls in den Kampf gegen den Herzog.
Die Schlacht endete mit einer vernichtenden Niederlage der Ritter des Herzogs von Athen. Nahezu alle von ihnen einschließlich des Herzogs wurden getötet, weshalb diese Schlacht oft auch als das Azincourt des lateinischen Ostens bezeichnet wird, da hier wie auch hundert Jahre später die Blüte der aus Frankreich stammenden Ritterschaft gegen einen zu Fuß kämpfenden Gegner fiel.

## Folgen
An diesem Tag wurde die Katalanische Kompanie der neue Herr des Herzogtums Athen, die Burgen und Kastelle ergaben sich kampflos und die griechische Bevölkerung unterwarf sich bereitwillig aus Angst vor Plünderungen der im ganzen östlichen Mittelmeer berüchtigten Katalanen. Diese waren jedoch in der Verlegenheit, keinen kompetenten politischen Führer in ihren Reihen zu haben, weshalb sie unter ihren wenigen Gefangenen nach einem suchten. Ihr erster Kandidat war Bonifazio da Verona, dem der Ruf vorauseilte, der edelste Ritter seiner Zeit zu sein, doch der lehnte ab. Erst Roger Deslaur zeigte sich bereit, die Bürde zu übernehmen; ihm brachten die Söldner das größte Vertrauen entgegen, da er aus dem Roussillon stammte und einstmals auch ein Söldner der Kompanie war. Die Katalanen vertrieben den verbliebenen französischen Adel aus dem Herzogtum, erbeuteten dessen Besitz und teilten sogar die Frauen und Töchter der Besiegten unter sich auf. Die Witwe Walters floh aber nach Neapel, wo sie beim dortigen König Unterstützung für eine Rückeroberung Athens erbat. Doch konnte sich deren Herrschaft lediglich auf Argos und Nauplia halten.
Die Katalanen erkannten, dass sie unter ihren ihnen feindlich gesinnten Nachbarn, Griechen gleich Franzosen, nur mit der schützenden Hand eines Herrschers aus dem Westen bestehen konnten. Sie entsandten schließlich eine Gesandtschaft an den Hof König Friedrichs II. von Sizilien, der einst die Kompanie im Kampf gegen die Anjou in Neapel gegründet hatte, und baten ihn, einen Prinzen nach Athen zu schicken, der ihr Herzog werden sollte. Der König vereinte das Herzogtum mit dem sizilianischen Königreich und machte es zu einer Sekundogenitur seiner Dynastie. Er ernannte seinen unmündigen Sohn Manfred zum Herzog und entsandte einen Generalvikar nach Athen, der im Namen des neuen Herzogs regieren sollte. Damit begann die mehr als siebzig Jahre währende katalanische Herrschaft in Griechenland, die schließlich von der florentinischen Familie der Acciaiuoli abgelöst wurde.